# アメリカ連合国司法長官
アメリカ連合国司法長官（あめりかれんごうこくしほうちょうかん、Attorney General of Confederate States）は、アメリカ連合国司法省の長である。アメリカ連合国大統領が指名し、連合国議会の承認によって任命される。
アメリカ連合国が建国した1861年から消滅した1865年まで、司法長官にはジュダ・ベンジャミン、トマス・ブラッグ、トマス・ワッツ、ジョージ・デイヴィスの4人が就任した。また司法長官の不在期間には、司法次官補のウェイド・キースが司法長官代行として職務にあたった。司法長官は連合国大統領およびその閣僚の考えをまとめ、合計で218本の意見書を起草した。意見書の大部分は陸軍省、財務省、海軍省の要請により作成され、そのほとんどが南北戦争における戦況・戦費に関するものであった。
アメリカ連合国憲法は最高裁判所の設置を規定し、合衆国の最高裁判所と同様の権力を与えていた。しかしながら国家レベルの裁判所を設置するための法案は議会により棄却されたため、実際に最高裁判所を設置することはできなかった。そのため司法長官はしばしば最高裁判所に代わる司法機関として判断を求められることがあり、議会によって制定された法の解釈を求められることもあった。

## 歴代司法長官
| # | 氏名                     | 在任期間       | 在任期間       | 大統領                     |
| - | ------------------------ | -------------- | -------------- | -------------------------- |
| 1 | ジュダ・ベンジャミン     | 1861年2月25日  | 1861年9月17日  | ジェファーソン・デイヴィス |
|   | ウェイド・キース（代行） | 1861年9月17日  | 1861年11月21日 | ジェファーソン・デイヴィス |
| 2 | トマス・ブラッグ         | 1861年11月21日 | 1862年3月17日  | ジェファーソン・デイヴィス |
| 3 | トマス・ワッツ           | 1862年3月18日  | 1863年10月1日  | ジェファーソン・デイヴィス |
|   | ウェイド・キース（代行） | 1863年10月1日  | 1864年1月2日   | ジェファーソン・デイヴィス |
| 4 | ジョージ・デイヴィス     | 1864年1月2日   | 1864年4月24日  | ジェファーソン・デイヴィス |